# Amel

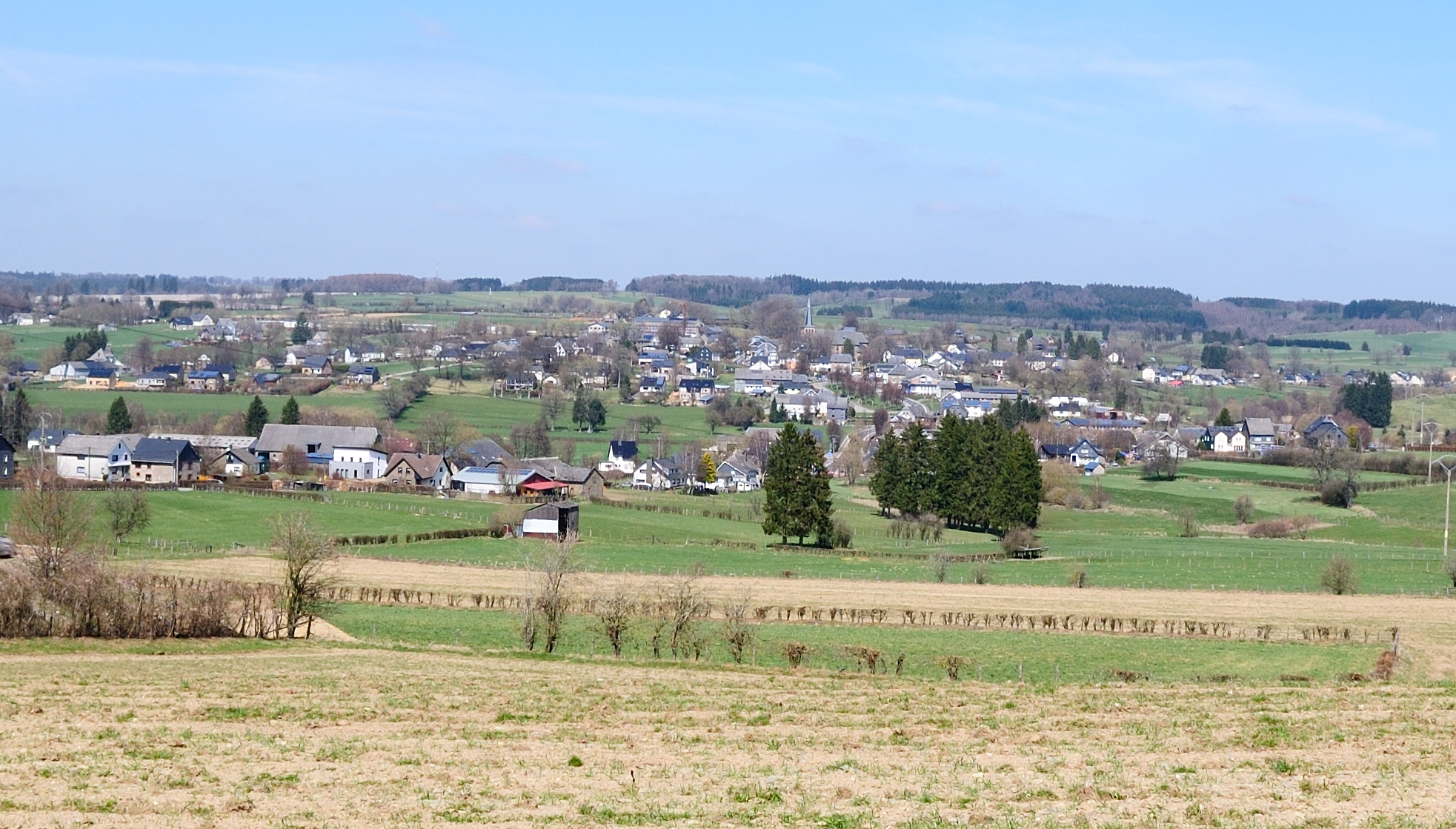
Ortsansicht Amel

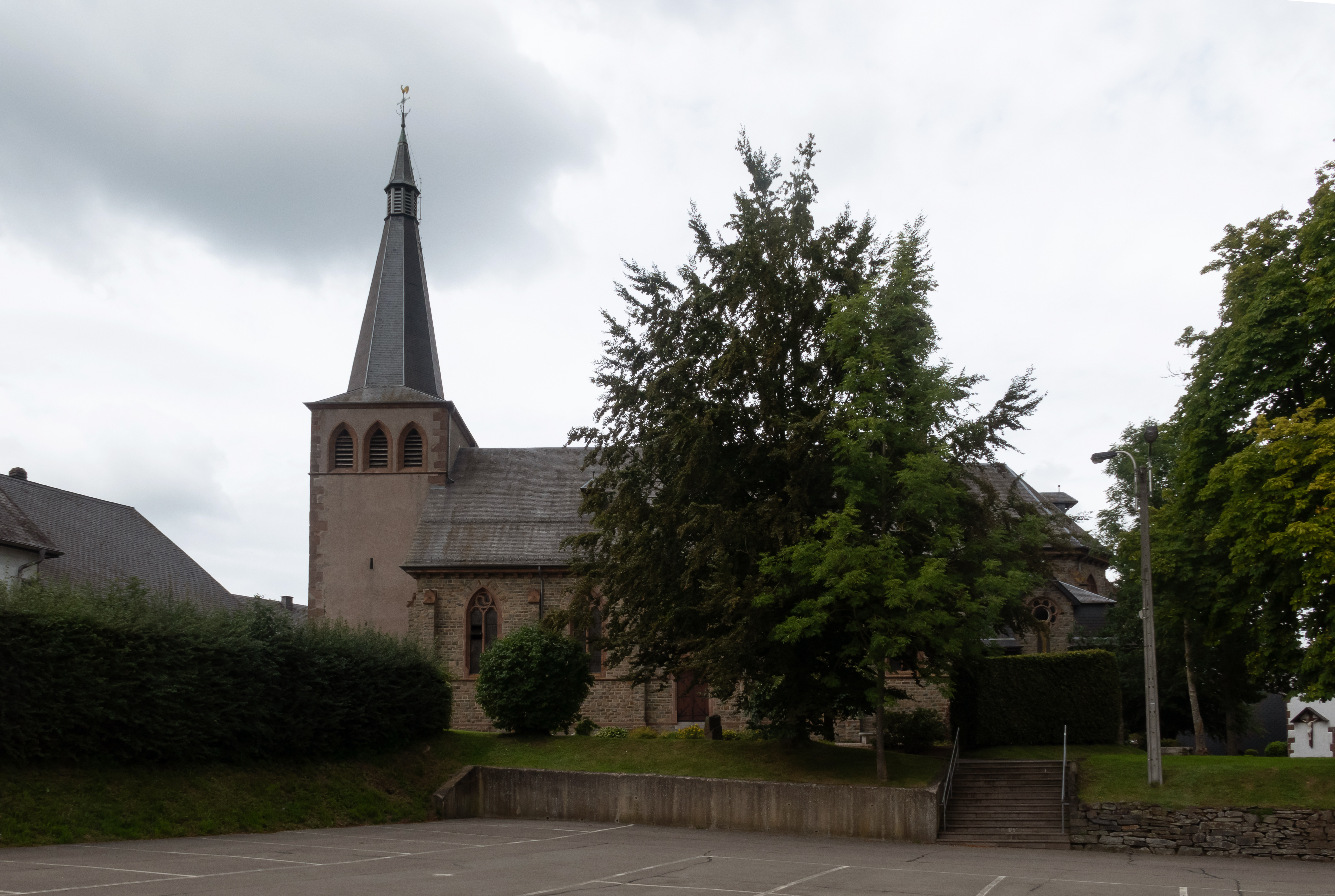
Kirche Sankt Hubertus

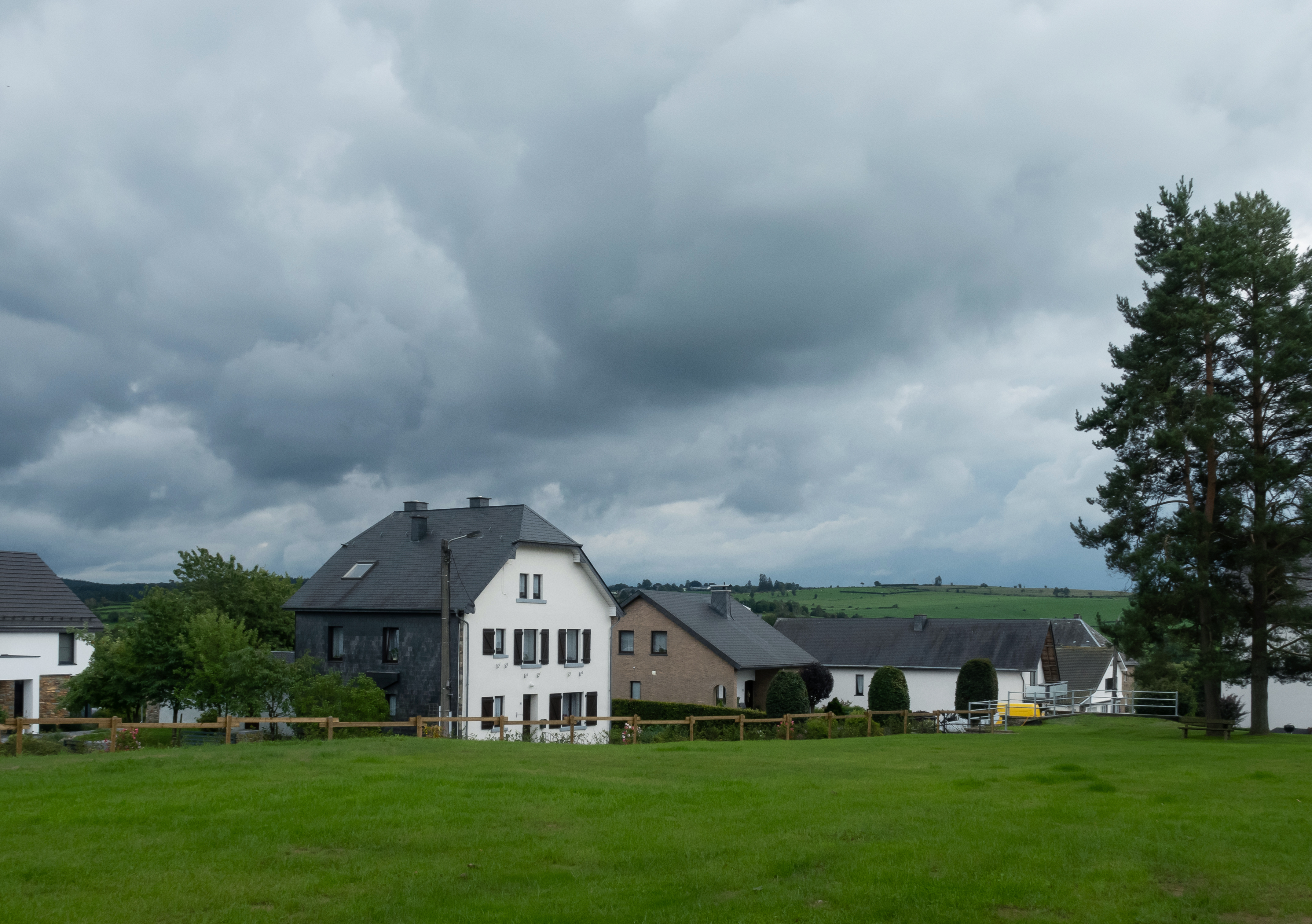
Straßenbild Kirchweg vom Platz in der Nähe der Kirche

Amel (französisch Amblève) ist eine deutschsprachige Gemeinde in Belgien. Sie liegt in der Provinz Lüttich und hat 5.479 Einwohner (Stand: 31. Dezember 2019).

## Geografie
Amel liegt in der belgischen Eifel, am Oberlauf des gleichnamigen Flusses Amel. Die Gemeinde hat eine Gesamtfläche von 125,72 km², die zur Hälfte bewaldet ist. Im Nordwesten grenzt die Gemeinde an die französischsprachigen Gemeinden Weismes (französisch Waimes) und Malmedy und ist neben Lontzen eine der beiden deutschsprachigen Gemeinden Belgiens, die nicht an das Nachbarland Deutschland angrenzen. Im Verband der fünf deutschsprachigen Gemeinden Ostbelgiens südlich des Hohen Venns nimmt die Gemeinde Amel eine zentrale Lage zwischen den Gemeinden Bütgenbach im Norden, Büllingen im Norden und Osten, Sankt Vith im Süden und der weiter südwärts gelegenen Gemeinde Burg-Reuland ein.

## Gemeindestruktur
Seit der Gemeindefusion 1977 besteht die Gemeinde Amel aus den folgenden 18 Ortschaften (mit Einwohnerzahlen, Stand: 31. Dezember 2020):
- Amel: 875
- Born: 598
- Deidenberg: 544
- Eibertingen: 167
- Halenfeld: 256
- Heppenbach: 285
- Hepscheid: 56
- Herresbach: 220
- Iveldingen: 216
- Medell: 513
- Meyerode: 398
- Mirfeld mit Mirfelderbusch: 316
- Möderscheid: 121
- Montenau: 324
- Schoppen: 447
- Valender: 123
- Wallerode: 28*
- Wereth: 35

* Der größere Teil von Wallerode gehört zu Sankt Vith.

## Geschichte
Für den Ursprung des Namens sind verschiedene Erklärungen vorgebracht worden. Sicher ist, dass sich der deutsche Name des Ortes vom gleichnamigen Fluss ableitet. Quirin Esser postulierte, dass sich der Name vom gallo-keltischen Wort „Amblava“ ableitet, das sich wiederum aus „amblis“ (von der Wurzel „amb“ für „schwellen“) und „ava“ (für „Bach, Fluss, Wasser“) zusammensetzt. Dieser Interpretation folgend könnte der Name des Flusses oder Ortes als „Schwellbach“ wiedergegeben werden. In jüngerer Forschung wird diese These jedoch verworfen und stattdessen eine Ableitung von den Grundformen „Ambla“ oder „Ambila“ angenommen. Die Varianten „Amblaua“ und „Amblauia“ werden als Kompositum aus „Ambl“ und „avia“ interpretiert, wobei „avia“ auf das germanische Wort „agwjō“ („Land am Wasser“) zurückgeführt wird. Ursprünglich hätten diese Varianten, von denen sich die französische Bezeichnung Amblève ableitet, nur auf die Siedlung an der Amel bezogen. Erst sekundär hätte sich eine Übertragung auf den Fluss vollzogen. Geprägt wurde die Siedlungsstruktur durch die Römer von 57 v. Chr. bis 450 n. Chr. Eine Römerstraße durchquerte das Gebiet Amels, die Heerstraße Reims–Köln, sowie die in etwa um 800 erbaute Via Mansuerisca als Verbindung Maastricht–Trier. 1868 wurden die Überreste einer 75 × 30 m² großen römischen Villa freigelegt.
In dem Gewässer Amel wurde über Jahrhunderte Gold gewaschen, davon zeugen noch heute die keltisch-römischen Goldseifenhügel. Um 1900 wurde erneut nach Gold gesucht, jedoch mit geringem Erfolg.
Erstmals urkundlich erwähnt wird Amel um 670 unter Frankenkönig Childerich II. Die Metzer Annalen nennen die Schlacht bei Amel, die im Jahre 716 zwischen Austrasiern und Neustriern stattgefunden hat, aus der Karl Martell als Sieger hervorging. Zu dieser Zeit wird in Amel bereits eine Kirche erwähnt. In einer Urkunde des Jahres 888 wird erwähnt, dass das Marienstift zu Aachen schon in der Zeit Kaiser Lothars II. (855/869) Besitz in „Amblava“ hatte (MGH DArn Nr. 31 von 888).
Siehe auch: Ostkantone, die Geschichte der Merowinger
Mitte der 1990er Jahre stand die Eröffnung eines Endlagers für schwach radioaktive Abfälle auf dem Gebiet der Gemeinde Amel (Am Steinkreuz) zur Debatte. Massiver Bürgerprotest unter dem Motto 'A.M.E.L. – Nein!' (Wortspiel: Amel als AtomMüllEndLager) sorgte jedoch dafür, dass das Projekt letztlich nicht realisiert wurde.
Die heutige, dem Hl. Hubertus geweihte Pfarrkirche der Hauptgemeinde wurde 1930–1931 nach Plänen des Architekten Henri Cunibert errichtet. Nur der Turm aus dem Jahr 1541 blieb vom Vorgängerbau erhalten. Im Innenraum befindet sich ein Altar aus dem 17. Jahrhundert.

## Wirtschaft
Am 28. November 1887 begann der Bahnverkehr auf der Vennbahn auf der Strecke Weismes–St. Vith. 1898 wurden im Bahnhof Montenau bereits 11.500 Fahrkarten verkauft, 1913 waren es 21.134. 1907 musste der Wartesaal im Bahnhof vergrößert werden, außerdem wurde ein zweites Gleispaar gebaut. Nach den Zerstörungen des Zweiten Weltkrieges wurde der Eisenbahnverkehr zwar wieder aufgenommen, die alte Bedeutung konnte er aber nicht mehr erlangen. Der Personenverkehr wurde 1954 eingestellt, das alte Bahnhofsgebäude 1972 abgerissen. Am 23. September 1982 befuhr der letzte Güterzug die Strecke, die Gleise wurden 1987 entfernt. Heute verläuft auf der Trasse ein 18 km langer Radwanderweg des RAVeL-Netzes  von Weismes nach St. Vith. bzw. als Vennbahnradweg nach Aachen bzw. Ulflingen in Luxemburg.
Der Kunst- und Waldlehrpfad in Heppenbach ist ein Beispiel für den naturverbundenen Tourismus Ostbelgiens. Schautafeln vermitteln Schönheit und Wert der Tier- und Pflanzenwelt dieser Eifel-Ardennen-Region. Für Kinder sind didaktische Spiele wie das „Baumtelefon“ oder das „Akustikhäuschen“ eingerichtet.

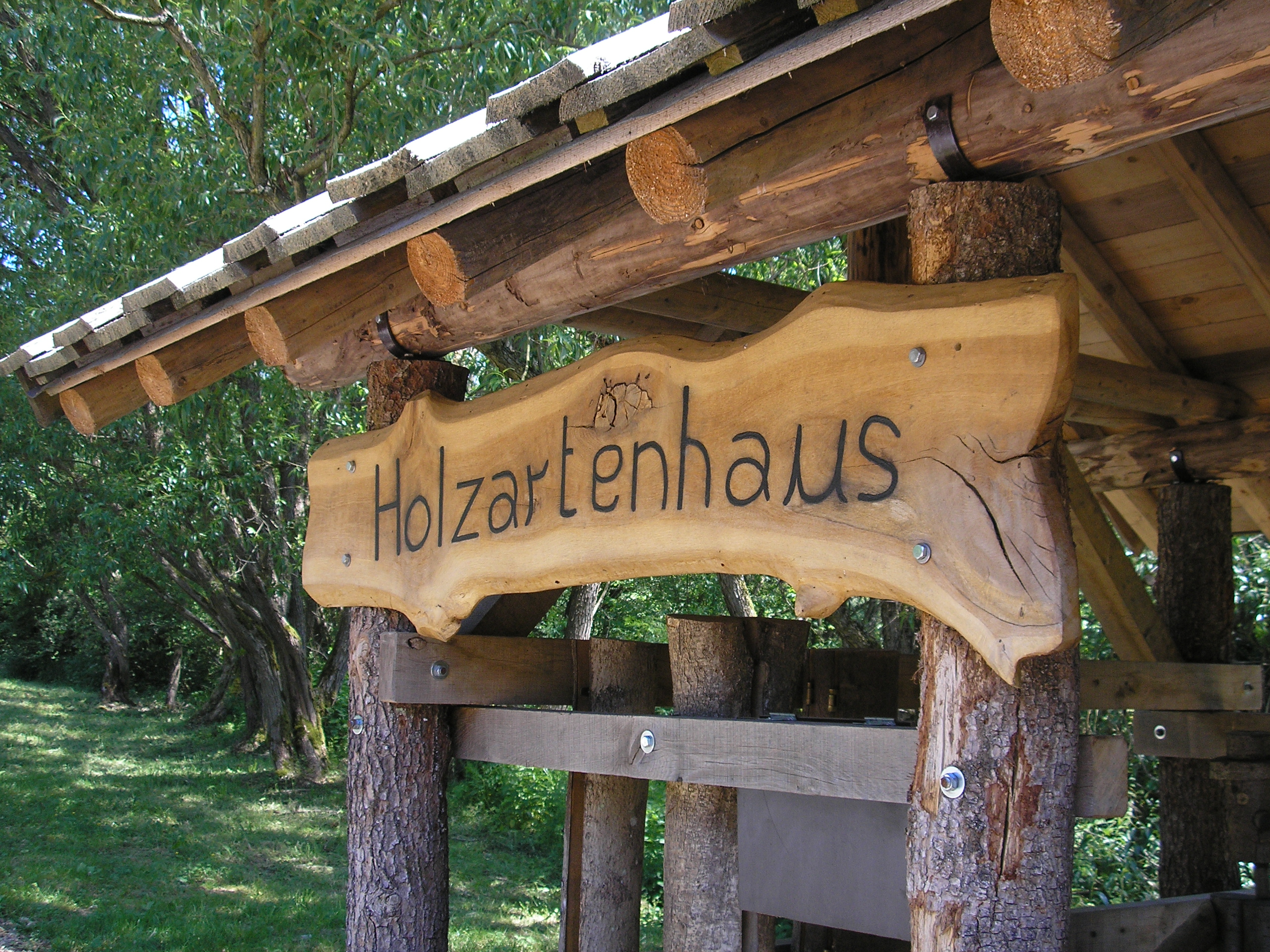
Waldlehrpfad
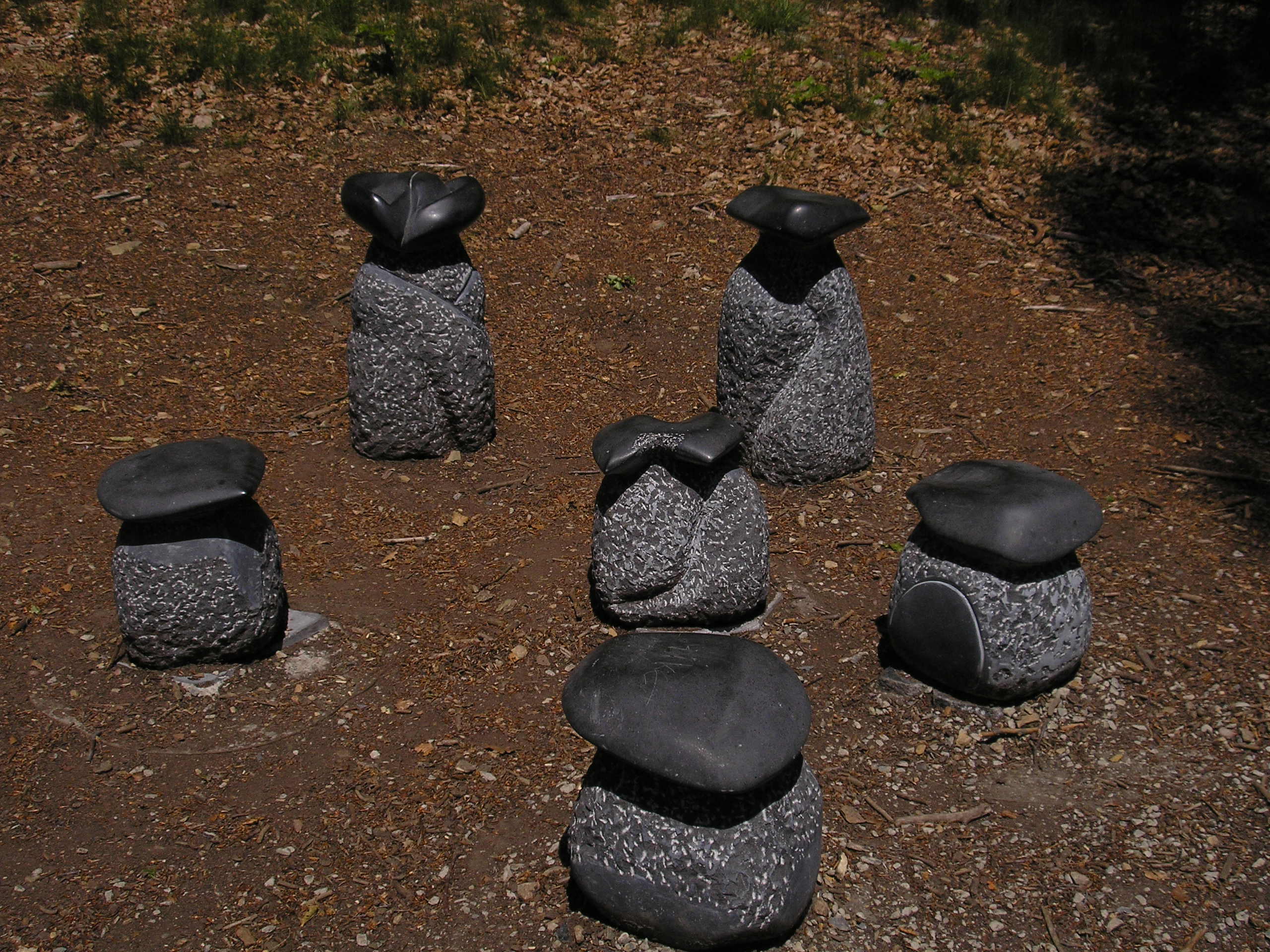
Kunstpfad
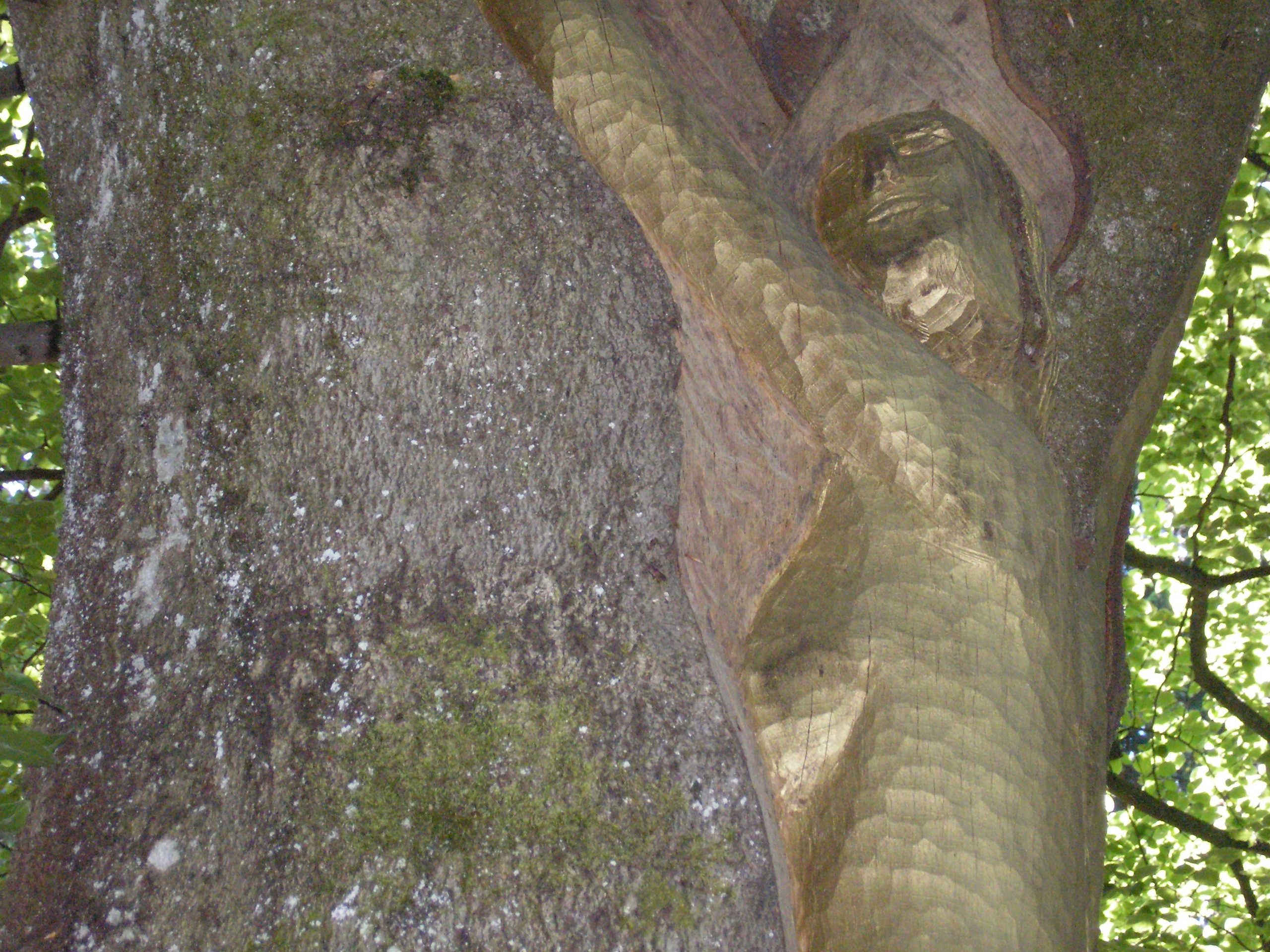
Kunstpfad
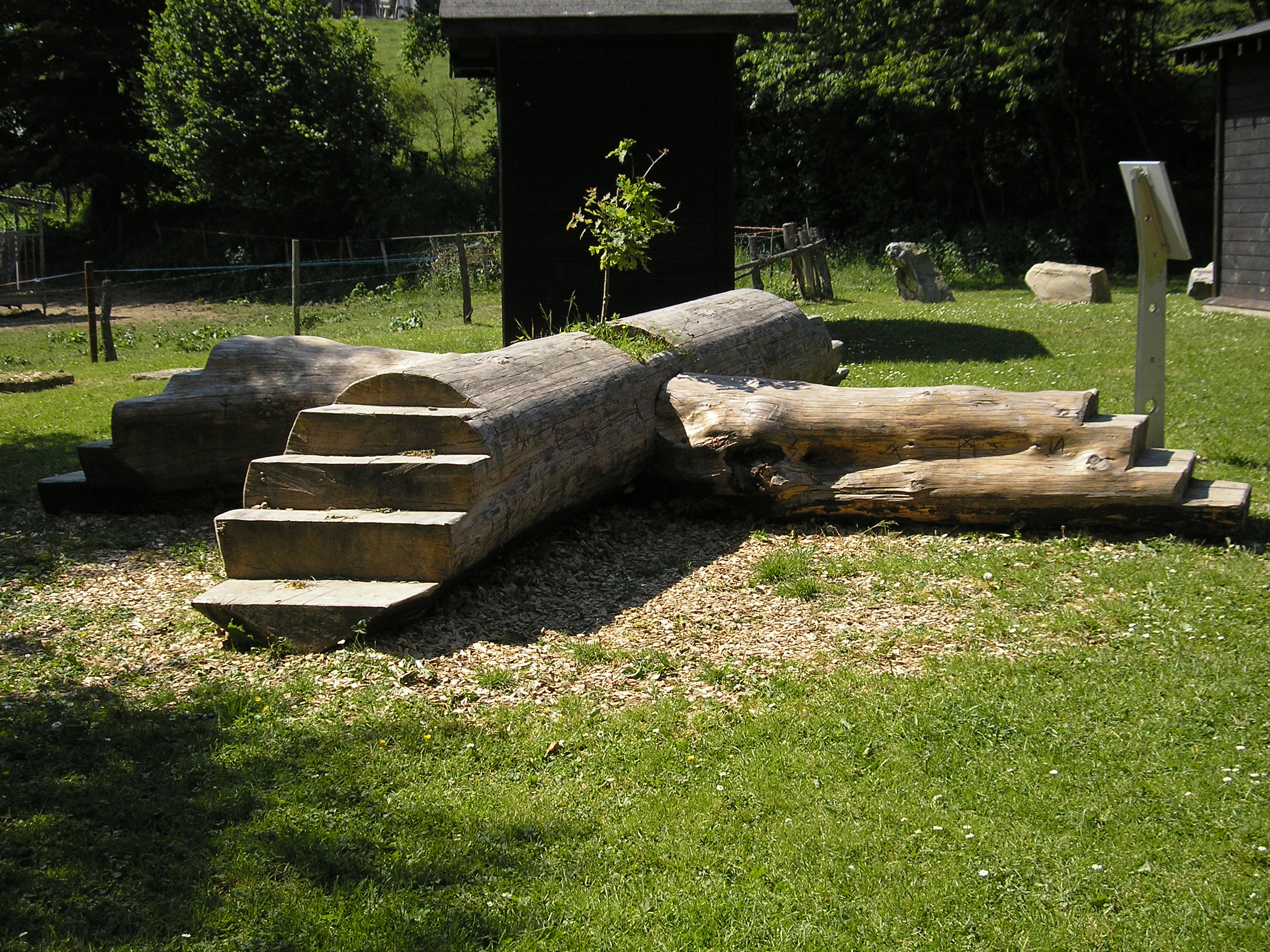
Waldlehrpfad

## Persönlichkeiten
- Franz Hecking (1798–1881), Dechant in Saarlouis, Mitglied des Preußischen Abgeordnetenhauses
- Karl-Heinz Lambertz (* 1952), Politiker
- Christian Brüls (* 1988), Fußballspieler